# Ara Pacte Local
Ara Pacte Local és una plataforma municipalista que es presenta amb coalició amb el Partit Demòcrata Europeu Català i Ara Catalunya a través de les sigles ARA-PL en alguns ajuntaments de Catalunya a les eleccions municipals del 28 de maig de 2023.